# Listen to Your Friends
Listen to Your Friends è il primo singolo tratto da Not Without a Fight, pubblicato dai New Found Glory nel 2008.

## Videoclip
Il video musicale è stato girato il 5 novembre 2008 a Los Angeles. È stato diretto da Meiert Avis, già regista dei videoclip di Failure's Not Flattering e All Downhill from Here.
Il video è stato pubblicato il 10 marzo 2009.

## Formazione
- Jordan Pundik – voce
- Chad Gilbert – chitarra solista, voce secondaria
- Steve Klein – chitarra ritmica
- Ian Grushka – basso
- Cyrus Bolooki – batteria